# عين الجمعة جيران غزلان (لعمامرة لكواسم)
عين الجمعة جيران غزلان هو دُوَّار يقع بجماعة بوسكورة، إقليم النواصر، جهة الدار البيضاء سطات في المملكة المغربية. ينتمي الدوّار لمشيخة لعمامرة لكواسم التي تضم 3 دواوير. يقدر عدد سكانه بـ 1093 نسمة حسب الإحصاء الرسمي للسكان والسكنى لسنة 2004.

## روابط خارجية
- البوابة الوطنية للجماعات الترابية نسخة محفوظة 12 مارس 2018 على موقع واي باك مشين.
- المندوبية السامية للتخطيط